# Иван Стефанов (културолог)
Вижте пояснителната страница за други личности с името Иван Стефанов.
Иван Стефанов Иванов е български културолог и социолог на изкуството и културата, професор в Софийския университет.

## Биография
Роден е през 1938 година. Завършва философия (1961) и печели докторантура по естетика в Софийския държавен университет. Получава научната и образователната степен кандидат на обществените науки (днес – „доктор“) (1965). Работи като редактор в СИФ „Бояна“ и сп. „Филмови новини“. Вицепрезидент на ФИПРЕССИ (Международна федерация на филмовите критици – 1975-1976). Научен сътрудник и старши научен сътрудник в Института по социология при БАН (1970-1983). Доктор на обществените науки с дисертация на тема „Опредметената сила на изкуството (социокултурен анализ на взаимодействието между изкуството и масовите комуникации)“ (1982). Повече от две десетилетия води курсовете по теория на културата, социология на културата и социология на изкуството във философски факултет на СУ. Доцент (1976) и професор (1983) във Философския факултет на СУ „Св. Климент Охридски“. Изследовател на масовата култура. Главен редактор на сп. „Философска мисъл“ (1988-1992). Председател на Българската социологическа асоциация (1995-1997). Сферите на научните му интереси са в теорията на културата, социологията на изкуството, естетиката, теорията и критиката на киното.
Баща на историка на съвременното изкуство Свилен Стефанов.